# Krzysztof Kochanowski
Krzysztof Kochanowski herbu Korwin (zm. w 1616 roku) – burgrabia krakowski w latach 1604–1616, chorąży sandomierski w latach 1599–1616, starosta małogoski w latach 1604-1616.

## Życiorys
Był synem Piotra Kochanowskiego chorążego sandomierskiego i Anny Odrzywolskiej. Bratanek Jana Kochanowskiego.
7 października 1606 roku podpisał ugodę pod Janowcem.
Pomnik nagrobny znajdujący się w kaplicy Św. Jana Chrzciciela w kościele Mariackim w Krakowie wystawił mu w 1631 roku brat Jerzy Kochanowski.